# Puccinia mariana
Puccinia mariana är en svampart som beskrevs av Sacc. 1915. Puccinia mariana ingår i släktet Puccinia och familjen Pucciniaceae.   Inga underarter finns listade i Catalogue of Life.